# Коккедаль
Коккедаль (дат. Kokkedal) – город Дании, расположенный в коммуне Хёрсхольм, в составе области Ховедстаден. Город расположен на побережье северной Зеландии и Дании, между двумя городами, Нива и Хёрсхольм, в 30 километрах к северу от Копенгагена. По данным на 2011 год в городе проживает 9585 человек.. 56% населения города составляют иммигранты турецкого, арабского происхождения и их дети второго и третьего поколения. В то время, как 44% населения составляют коренные жители. .

## Достопримечательности
В городе расположен коккедальский замок, который был возведён в 1540 году членом ригсрода Эриком Баннером, приходившемся двоюродным братом датскому королю. Сегодня в замке расположен отель, конференц-зал и винный погреб.

## Знаменитые уроженцы
- Михаэль Мёркёв — велогонщик

## Скандал с рождественской ёлкой

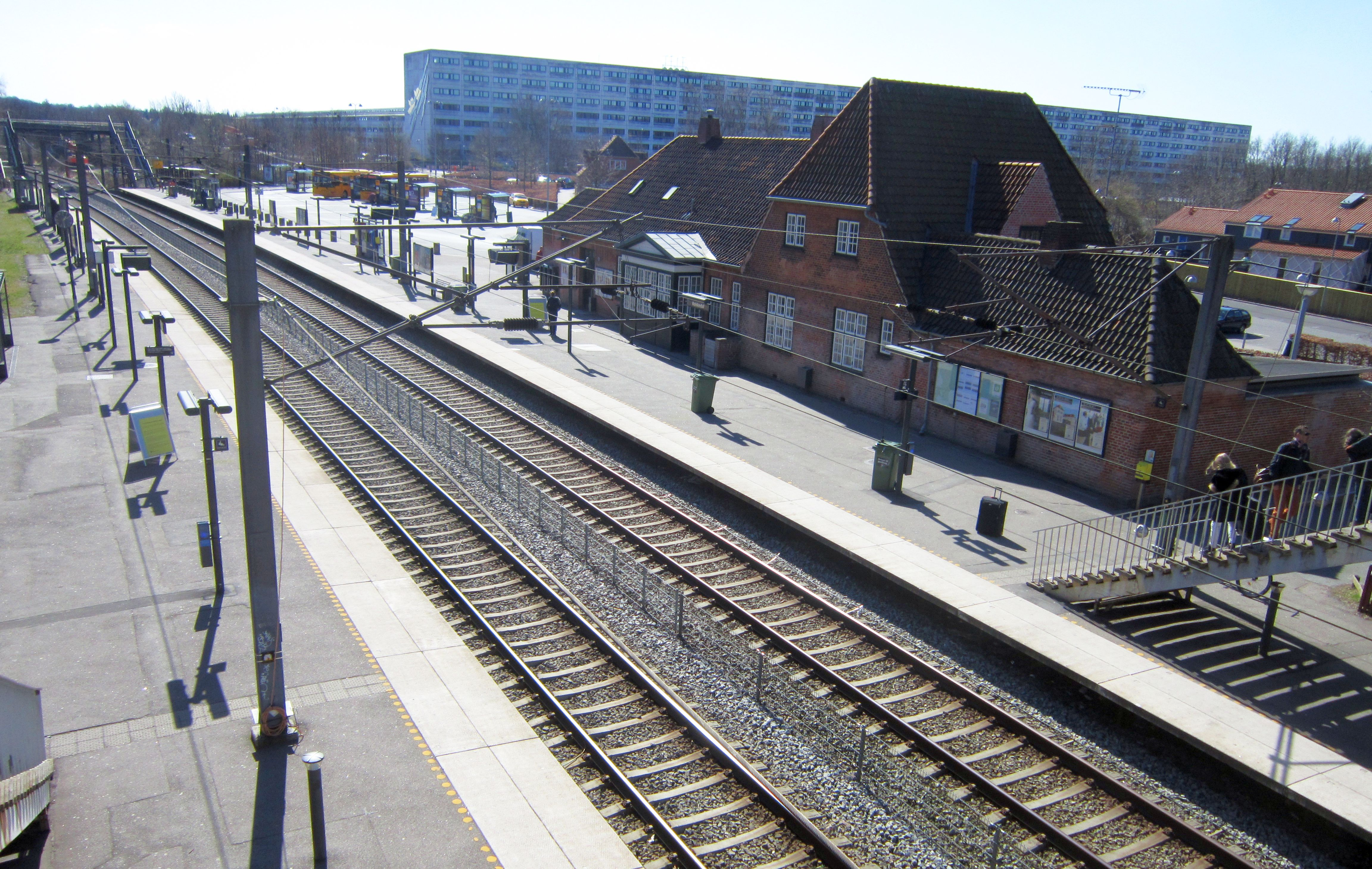
Железнодорожный вокзал Коккедаля

В ноябре 2012 года по решению местной администрации города, которая в большинстве состояла из мусульман, было решено не ставить на Рождество в центре города ёлку (старинная традиция, которая соблюдается во всех городах Дании) под тем предлогом, что затраты на её приобретение составили бы семь тысяч крон. При этом в том же году администрация потратила на организацию мусульманского праздника Курбан-байрам 60 тысяч крон. Это вызвало волну протеста у коренных жителей города, которые составляют примерно 40% его населения. Датский бизнесмен Йонас Кристенсен предложил лично оплатить ёлку и организацию рождественского праздника, однако администрация отклонила данное предложение. Один из её представителей, член жилищного правления Эгедальсвенге Исмаил Местази отметил, что это «вопрос не денег, а принципа» и не намерен, будучи мусульманином, организовывать христианские праздники в городе, где христиане составляют меньшинство. После того, как данная новость широко распространилась в СМИ, в город приехали тележурналисты, решившие снять телерепортаж, однако на них напала группа неизвестных в масках, обвиняя в неонацизме. После разгоревшегося скандала прежняя администрация района была расформирована, ёлка была поставлена на площадь. Бывший член администрации Карин Леегард Хансен, которая сыграла значительную роль в борьбе за право устанавливать рождественскую ёлку, была вынуждена уехать из города из-за многочисленных угроз от неизвестных лиц.